# Sibinal
Sibinal est une ville du Guatemala dans le département de San Marcos.